# Peter Humphry Greenwood
Peter Humphry Greenwood (Redruth , 1927 - Londres , 1995) fue un ictiólogo británico.
Fue especialista de Cichlidae africanas.

## Algunas publicaciones

### Libros
- 1959. Quaternary fish-fossils. Exploration du Parc national Albert: Mission J. de Heinzelin de Braucourt. Ed. Institut des parcs nationaux du Congo belge. 80 pp.
- John Roxborough Norman, Peter Humphry Greenwood. 1963. A history of fishes. Pure and applied mathematics series volumen 11. Ed. Hill & Wang. 398 pp.
- 1966. The fishes of Uganda. Ed. Uganda Soc. 131 pp.
- Colin Patterson, Peter Humphry Greenwood. 1967. Fossil vertebrates. Volumen 47, Nº 311 de Journal. Ed. Zoology, Linnean Society of London. 260 pp.
- 1973. Interrelationships of fishes. Volumen 53 de Zoological journal Linnean Society of London. Ed. Academic Press. 536 pp. ISBN 0123008506
- 1981. The Haplochromine fishes of the East African lakes: collected papers on their taxonomy, biology and evolution (with an introduction and species index). Ed. Kraus International Publ. 839 pp. ISBN 3601004836

## Honores
- Miembro electo de la Royal Society
- Miembro de la Sociedad Linneana de Londres, y su presidente de 1976 a 1979

## Epónimos
- Greenwoodochromis Poll, 1983

## Algunos taxones descritos
- Albuliformes Greenwood, Rosen, Weitzman & Myers, 1966
- Hepsetidae Greenwood, Rosen, Weitzman & Myers, 1966
- Allochromis welcommei (Greenwood, 1966)
- Allochromis Greenwood, 1980
- Anomalochromis Greenwood, 1985
- Chetia gracilis (Greenwood, 1984)
- Gaurochromis Greenwood, 1980
- Haplochromis acidens Greenwood, 1967
- Haplochromis aelocephalus Greenwood, 1959
- Limbochromis Greenwood, 1987
- Orthochromis Greenwood, 1954
- Paralabidochromis victoriae Greenwood, 1956
- Paralabidochromis Greenwood, 1956
- Parananochromis Greenwood, 1987
- Pharyngochromis Greenwood, 1979
- Thoracochromis Greenwood, 1979

## Abreviatura (zoología)
La abreviatura Greenwood  se emplea para indicar a Peter Humphry Greenwood como autoridad en la descripción y taxonomía en zoología.

- Datos: Q3376659
- Especies: P. Humphry Greenwood